# 大義崙
大義崙，是台灣雲林縣二崙鄉的一個傳統地域名稱，位於該鄉中部略偏西南。相較於今日行政區，其範圍大致包括大義村不含東北部及西北端及西南端、復興村北部凸出部分的東北部、大同村東端不含最北段、惠來村北部邊界地帶、安定村西南端。

## 歷史
台灣清治末期至日治初期，大義崙地區為一街庄，稱為「大義崙庄」，隸屬於布嶼堡。該庄北與油車庄、港後庄為鄰，東與永定厝庄、二崙仔庄為鄰，東南邊為惠來厝庄，西南邊為八角亭庄，西邊為番社庄。。
1901年（日治明治三十四年）11月，全台廢縣廳改設二十廳，該庄隸屬於斗六廳。1903年（明治三十六年）6月，該庄編入「油車區」，隸屬於斗六廳。1909年（明治四十二年）10月，合併二十廳為十二廳，油車區改隸屬於嘉義廳。1920年（大正九年），全台地方制度大改正，廢十二廳改設五州二廳，該庄改制為「大義崙」大字，隸屬於臺南州虎尾郡二崙庄。
戰後二崙庄改制為二崙鄉，隸屬於臺南縣，大字亦改制為村。1950年10月，雲、嘉、南分治，二崙鄉改隸屬雲林縣。

## 聚落
本地區發展較早的聚落有大義崙、面前（田中央）、田洋等，在日治期初期的官方地圖上已有記載。此外，本地區尚有莿仔園聚落。

## 交通
省道台19線（大同路）又稱「中央公路」，是彰化至台南永康的幹道，大致以東北—西南走向轉東北微北—西南微南走向經過大義崙地區西部邊界外不遠處。由該道路向東北轉北微東過濁水溪自強大橋後可前往竹塘、埤頭、溪湖、埔鹽等地，向西南微南可前往崙背、土庫西北端、褒忠、元長等地。
縣道154號（文化路、港後路）是麥寮六輕廠至林內的道路，也是雲林縣最北側的橫貫縣道，大致以西向東蜿蜒經過本地區北部邊界外不遠處。由該道路向西至省道台19線路口轉西南與其共線約1.1公里後轉西南西獨行再轉西可前往崙背中北部、麥寮的六輕廠等地；向東可前往西螺、莿桐中北部、林內等地。
鄉道雲19線是四番地至廍子的道路，其南側端點（終點）位於本地區南部的鄉道雲27-1線路口（惠來厝地區廍子聚落西北郊）。由此向北微西蜿蜒而行，於本地區北部邊界經鄉道雲27線起點路口並出境後，可前往油車、港後地區東南部的荷苞嶼聚落、港後與新庄子交界地帶並止於省道台19線轉角路口（港後地區四番地聚落東郊）。
鄉道雲21線是番社至八角亭的道路，大致以北北東—南南西走向經過本地區西部凸出部分。由該道路向北北東轉西北再轉北可前往番社並止於省道台19線、縣道154號共線路口；向南南西轉南南東可前往八角亭並止於鄉道雲18線路口。
鄉道雲27線是油車至二崙的道路，其北側端點（起點）位於本地區北部邊界的鄉道雲19線路口。由此向東南東轉東南，至大義崙聚落轉南南東，出聚落後續行，經鄉道雲27-1線起點路口後轉東南微南以至出境，可前往惠來厝與二崙交界地帶、二崙市區並止於鄉道雲18線路口。
鄉道雲27-1線是大義崙至田寮的道路，其東北側端點（起點）位於本地區東南部的鄉道雲27線路口。由此向西南行，經鄉道雲19線終點路口後續行以至出境，可前往八角亭地區東部的田寮聚落並止於鄉道雲18線路口。